# レニー・クオ
レニー・クオ（Renny Quow、1987年8月25日 ‐ ）は、トリニダード・トバゴ・サン・ファン＝ラヴェンティル地域自治体出身の陸上競技選手。専門は短距離走の400mで、自己ベストはトリニダード・トバゴ歴代5位の44秒53。2015年北京世界選手権男子4×400mリレーの銀メダリスト、2009年ベルリン世界選手権男子400mの銅メダリストである（世界選手権400mにおけるトリニダード・トバゴ勢初のメダリスト）。また、世界選手権男子4×400mリレーにおける最年少ファイナリスト（17歳354日）でもある。

## 経歴

### 2005年
8月に17歳でヘルシンキ世界選手権男子4×400mリレーに出場すると、3走を務めてトリニダード・トバゴ初となる世界選手権4×400mリレーの決勝進出に貢献した。決勝は失格に終わったが、17歳354日で決勝の舞台に立ったクオは世界選手権男子4×400mリレーにおける最年少ファイナリストとなった。

### 2006年
8月の世界ジュニア選手権に出場すると、男子400m決勝を45秒74の自己ベスト（当時）で制し、全てのカテゴリーのオリンピックと世界選手権を通じて、トリニダード・トバゴ勢初となる400mの金メダリストとなった。

### 2008年
オリンピック初出場となった8月の北京オリンピックでは、男子400m準決勝を44秒82の自己ベスト（当時）で突破し、トリニダード・トバゴ勢として16年ぶり6人目となるオリンピック400mのファイナリストとなったが、決勝ではタイムを落とし45秒22の7位に終わった。

### 2009年
8月のベルリン世界選手権男子400mに出場すると、準決勝で44秒53の自己ベストをマークし、ラショーン・メリット（44秒37）に次ぐ全体2位で決勝に進出した。トリニダード・トバゴ勢として18年ぶり3人目となる世界選手権400mのファイナリストになった決勝は、ラショーン・メリット（44秒06）、ジェレミー・ウォリナー（44秒60）に次ぐ45秒02の3位に入り、トリニダード・トバゴ勢初となる世界選手権400mのメダリストとなった。なお、世界選手権400m決勝において45秒台をマークした選手のメダル獲得は、1位から3位までが45秒台に終わった1983年ヘルシンキ世界選手権以来だった。

### 2015年
8月の北京世界選手権に出場すると、男子400mは予選で44秒54をマークし、自己ベストに0秒01差と迫る好タイムで準決勝に進出したが、準決勝は44秒98とタイムを落として敗退した。男子4×400mリレーでは予選と決勝で1走を務めると、決勝は2分58秒20のトリニダード・トバゴ新記録を樹立して2位に入り、トリニダード・トバゴ初となる世界選手権4×400mリレーのメダル獲得に貢献した。

### 2017年
8月のロンドン世界選手権男子4×400mリレー予選で1走を務め、2分59秒35での決勝進出に貢献した（決勝は未出場）。

## 自己ベスト
記録欄の（　）内の数字は風速（m/s）で、+は追い風を意味する。
| 種目 | 記録          | 年月日        | 場所         | 備考                        |
| 屋外 | 屋外          | 屋外          | 屋外         | 屋外                        |
| ---- | ------------- | ------------- | ------------ | --------------------------- |
| 200m | 20秒39 (+1.4) | 2014年5月3日  | ラボック     |                             |
| 300m | 32秒36        | 2014年7月16日 | リエージュ   |                             |
| 400m | 44秒53        | 2009年8月19日 | ベルリン     | トリニダード・トバゴ歴代5位 |
| 室内 |               |               |              |                             |
| 300m | 32秒71        | 2014年2月15日 | ニューヨーク |                             |
| 400m | 46秒70        | 2012年2月4日  | ボストン     |                             |
| 500m | 1分01秒90     | 2014年2月8日  | ボストン     |                             |
| 600m | 1分17秒50     | 2017年1月28日 | ボストン     |                             |

## 主要大会成績
備考欄の記録は当時のもの
| 年   | 大会                              | 場所               | 種目    | 結果   | 記録            | 備考                     |
| ---- | --------------------------------- | ------------------ | ------- | ------ | --------------- | ------------------------ |
| 2003 | カリフタゲームズ (en) (U17)       | ポートオブスペイン | 400m    | 2位    | 48秒97          |                          |
| 2003 | カリフタゲームズ (en) (U17)       | ポートオブスペイン | 4x400mR | 4位    | 3分21秒77 (1走) |                          |
| 2004 | カリフタゲームズ (en) (U20)       | ハミルトン         | 400m    | 5位    | 48秒03          |                          |
| 2004 | カリフタゲームズ (en) (U20)       | ハミルトン         | 4x400mR | 2位    | 3分12秒65 (2走) |                          |
| 2004 | 中米カリブジュニア選手権 (en)     | コアツァコアルコス | 400m    | 優勝   | 47秒62          |                          |
| 2004 | 世界ジュニア選手権                | グロッセート       | 400m    | 準決勝 | DQ              |                          |
| 2004 | 世界ジュニア選手権                | グロッセート       | 4x400mR | 予選   | 3分11秒33 (4走) |                          |
| 2005 | カリフタゲームズ (en) (U20)       | バコレット         | 400m    | 優勝   | 46秒61          |                          |
| 2005 | カリフタゲームズ (en) (U20)       | バコレット         | 4x400mR | 2位    | 3分10秒32 (4走) |                          |
| 2005 | 中米カリブ選手権 (en)             | ナッソー           | 4x400mR | 2位    | 3分01秒43 (2走) |                          |
| 2005 | パンアメリカンジュニア選手権 (en) | ウィンザー         | 400m    | 予選   | DQ              |                          |
| 2005 | パンアメリカンジュニア選手権 (en) | ウィンザー         | 4x400mR | 決勝   | DQ (3走)        |                          |
| 2005 | 世界選手権                        | ヘルシンキ         | 4x400mR | 決勝   | DQ (3走)        |                          |
| 2006 | カリフタゲームズ (en) (U20)       | レザビーム         | 400m    | 優勝   | 46秒55          |                          |
| 2006 | カリフタゲームズ (en) (U20)       | レザビーム         | 4x400mR | 3位    | 3分08秒99 (1走) |                          |
| 2006 | 中米カリブ競技大会 (en)           | カルタヘナ         | 400m    | 準決勝 | 46秒30          |                          |
| 2006 | 中米カリブ競技大会 (en)           | カルタヘナ         | 4x400mR | 2位    | 3分02秒65 (1走) |                          |
| 2006 | 中米カリブジュニア選手権 (en)     | ポートオブスペイン | 400m    | 優勝   | 46秒14          |                          |
| 2006 | 中米カリブジュニア選手権 (en)     | ポートオブスペイン | 4x400mR | 2位    | 3分07秒51 (2走) |                          |
| 2006 | 世界ジュニア選手権                | 北京               | 400m    | 優勝   | 45秒74          | 自己ベスト               |
| 2006 | 世界ジュニア選手権                | 北京               | 4x400mR | 予選   | 3分08秒27 (4走) |                          |
| 2007 | パンアメリカン競技大会 (en)       | リオデジャネイロ   | 400m    | 準決勝 | 45秒74          |                          |
| 2007 | パンアメリカン競技大会 (en)       | リオデジャネイロ   | 4x400mR | 4位    | 3分03秒60 (2走) |                          |
| 2007 | 世界選手権                        | 大阪               | 400m    | 予選   | 45秒70          |                          |
| 2007 | 世界選手権                        | 大阪               | 4x400mR | 予選   | 3分02秒92 (4走) |                          |
| 2008 | 中米カリブ選手権 (en)             | カリ               | 400m    | 優勝   | 45秒27          |                          |
| 2008 | 中米カリブ選手権 (en)             | カリ               | 4x400mR | 3位    | 3分04秒12 (1走) |                          |
| 2008 | オリンピック                      | 北京               | 400m    | 7位    | 45秒22          | 準決勝44秒82：自己ベスト |
| 2009 | 世界選手権                        | ベルリン           | 400m    | 3位    | 45秒02          | 準決勝44秒53：自己ベスト |
| 2010 | 世界室内選手権                    | ドーハ             | 400m    | 予選   | DNF             |                          |
| 2011 | 中米カリブ選手権 (en)             | マヤグエス         | 400m    | 優勝   | 45秒44          |                          |
| 2011 | 中米カリブ選手権 (en)             | マヤグエス         | 4x400mR | 2位    | 3分01秒65 (4走) |                          |
| 2011 | 世界選手権                        | 大邱               | 400m    | 準決勝 | 45秒72          |                          |
| 2011 | 世界選手権                        | 大邱               | 4x400mR | 予選   | 3分02秒47 (4走) |                          |
| 2012 | 世界室内選手権                    | イスタンブール     | 4x400mR | 3位    | 3分06秒85 (2走) | トリニダード・トバゴ記録 |
| 2012 | オリンピック                      | ロンドン           | 400m    | 予選   | DNS             |                          |
| 2013 | 中米カリブ選手権 (en)             | モレリア           | 400m    | 予選   | DNF             |                          |
| 2013 | 中米カリブ選手権 (en)             | モレリア           | 4x400mR | 優勝   | 3分02秒19 (1走) |                          |
| 2013 | 世界選手権                        | モスクワ           | 4x400mR | 6位    | 3分01秒74 (1走) |                          |
| 2014 | 世界リレー (en)                   | ナッソー           | 4x400mR | 3位    | 2分58秒34 (2走) | トリニダード・トバゴ記録 |
| 2014 | 英連邦競技大会 (en)               | グラスゴー         | 400m    | 決勝   | DNF             |                          |
| 2014 | 英連邦競技大会 (en)               | グラスゴー         | 4x400mR | 3位    | 3分01秒51 (3走) |                          |
| 2015 | 世界リレー (en)                   | ナッソー           | 4x400mR | 7位    | 3分03秒10 (3走) |                          |
| 2015 | パンアメリカン競技大会 (en)       | トロント           | 4x400mR | 優勝   | 2分59秒60 (1走) |                          |
| 2015 | 世界選手権                        | 北京               | 400m    | 準決勝 | 44秒98          |                          |
| 2015 | 世界選手権                        | 北京               | 4x400mR | 2位    | 2分58秒20 (1走) | トリニダード・トバゴ記録 |
| 2017 | 世界リレー (en)                   | ナッソー           | 4x400mR | 4位    | 3分03秒17 (1走) |                          |
| 2017 | 世界選手権                        | ロンドン           | 400m    | 予選   | 45秒95          |                          |
| 2017 | 世界選手権                        | ロンドン           | 4x400mR | 予選   | 2分59秒35 (1走) | 決勝進出                 |
| 2018 | 世界室内選手権                    | バーミンガム       | 4x400mR | 予選   | 3分05秒96 (1走) | 決勝進出                 |
| 2018 | 英連邦競技大会 (en)               | ゴールドコースト   | 400m    | 準決勝 | 47秒21          |                          |
| 2018 | 英連邦競技大会 (en)               | ゴールドコースト   | 4x400mR | 4位    | 3分02秒85 (3走) |                          |

### ゴールデンリーグ・ダイヤモンドリーグ
優勝したゴールデンリーグまたはダイヤモンドリーグの大会を記載（個人種目のみ）
| 年                 | 大会                 | 場所             | 種目             | 記録             | 備考                 |
| ゴールデンリーグ   | ゴールデンリーグ     | ゴールデンリーグ | ゴールデンリーグ | ゴールデンリーグ | ゴールデンリーグ     |
| ------------------ | -------------------- | ---------------- | ---------------- | ---------------- | -------------------- |
| 2009               | ビスレットゲームズ   | オスロ           | 400m             | 45秒18           |                      |
| ダイヤモンドリーグ |                      |                  |                  |                  |                      |
| 2014               | メモリアルヴァンダム | ブリュッセル     | 400m             | 45秒37           | ポイント対象外レース |
| 2015               | メモリアルヴァンダム | ブリュッセル     | 400m             | 45秒29           | ポイント対象外レース |